# 일광해수욕장
일광해수욕장(日光海水浴場)은 부산광역시 기장군 일광읍에 위치한 해수욕장이다. 일광읍 이천리에서 학리 사이의 만입부에 형성된 동해의 모래해안으로, 모래사장의 총 면적은 3만 9,670m2 길이는 1.8km와 너비는 25m이다. 남북 방향으로 이루어진 해안선의 가장 위쪽에는 서쪽의 아홉산과 천마산 산지에서 발원한 일광천이 유입된다.
부산광역시의 다른 해수욕장들에 비해서 수심이 얕고 파도가 약해서 어린이를 동반한 피서객에 적당하다. 수평선의 양끝이 시야에 잡히지 않는 해수욕장과는 달리 한눈에 들어오는 오목한 어항 모양의 전형적인 포켓 비치 형태로, 장엄하거나 광활하기보다 아늑한 느낌을 주는 해수욕장이다. 기장군 주민들의 대표적 피서지다.

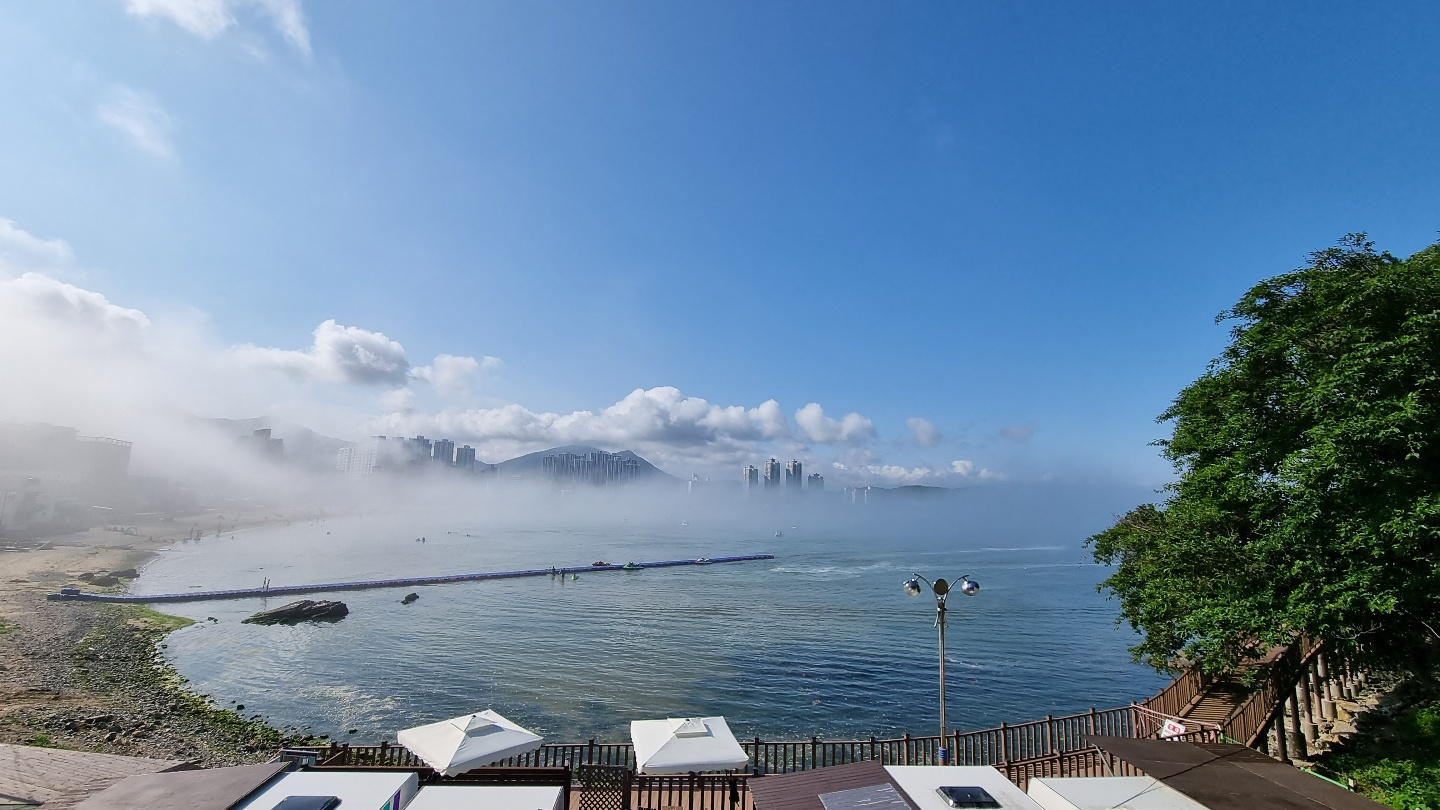
포켓 비치 형태의 일광해수욕장에 해무가 낀 모습

## 역사
일광해수욕장은 모래사장이 아름다워 일찍부터 동해안을 찾는 사람들의 휴식 공간으로 이용되다가 그 수가 늘어나자, 1930년대에 해수욕장으로 정식 개장되었다. 현재는 사라지고 없지만 수백 년 된 노송들이 해안선을 따라 숲을 이루고 있었다고 전해지는데, 고려시대부터 정몽주, 이색, 이숭인을 비롯한 인사들이 유람했던 절경이었다고 한다.

## 시설
해안가를 따라 캠핑장을 비롯한 야영과 민박 등의 숙박 편의 시설이 잘 갖추어져 있다. 특히 민박 시설이 잘 되어 있기에 대학생들의 MT 장소로 인기가 많다. 해수욕장의 남쪽에는 바다 가장자리를 둘러싸도록 조성된 소나무 숲과 그 사이를 걸을 수 있는 길 강송정이 있고, 백사장 가운데에는 나지막한 언덕인 삼성대가 솟아오른 채 있다. 해수욕장의 서쪽에 2020년 일광신도시가 인근에 조성됨에 따라 노후화된 시설이 개·보수될 것으로 보인다. 시설 관리자는 부산광역시장과 기장군수다.

## 즐길거리

### 수상레저
제트스키, 바나나보트, 디스코보트, 와플보트, 익스트림보트, 플라이피쉬, 서핑 등의 수상레저 활동이 적극적으로 이루어지고 있으며, 전동 오리배 수십여 대가 도입되어 많은 관광객을 유치하는 데에 도움이 되고 있다.

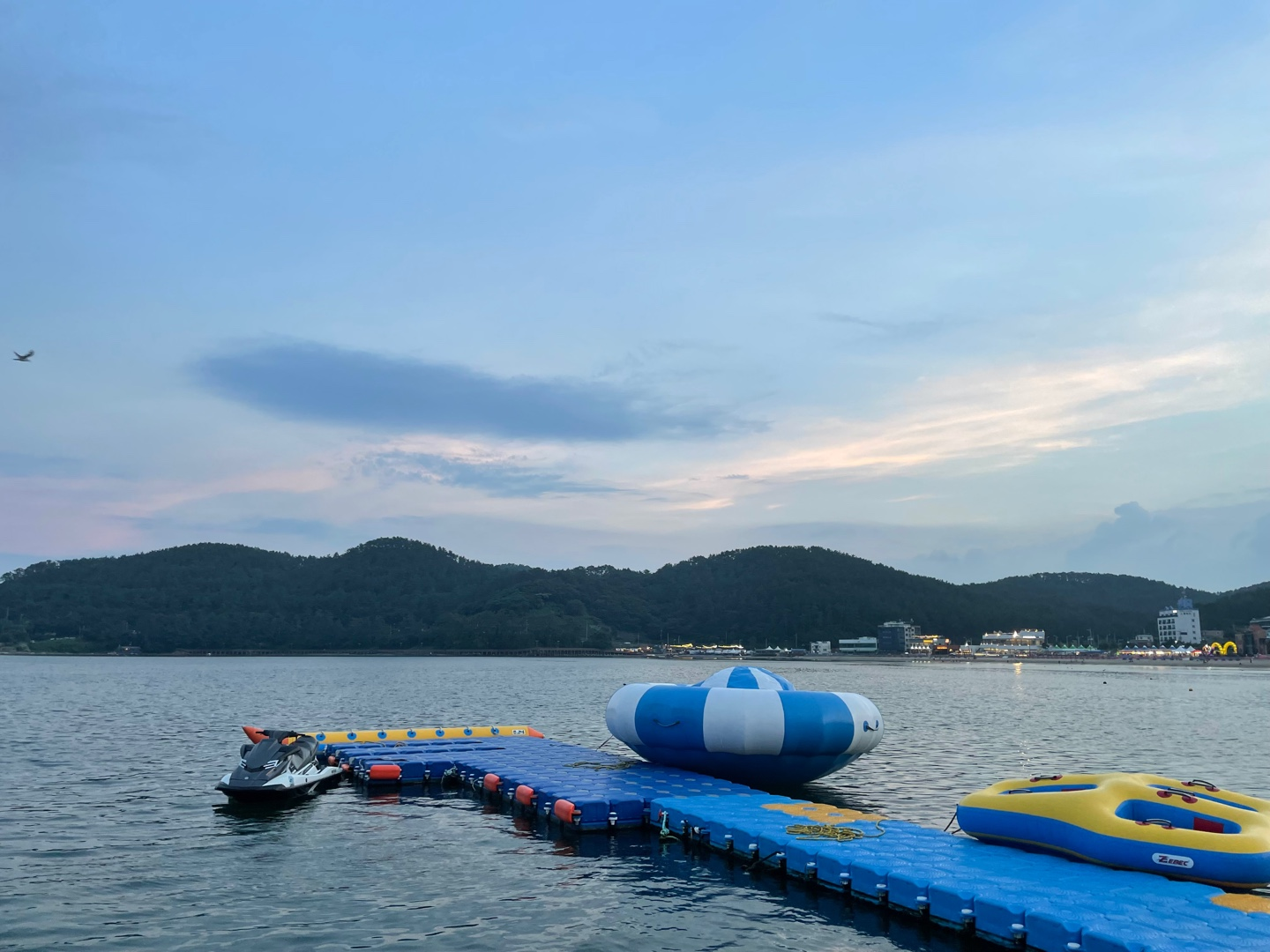
수상레저 활동
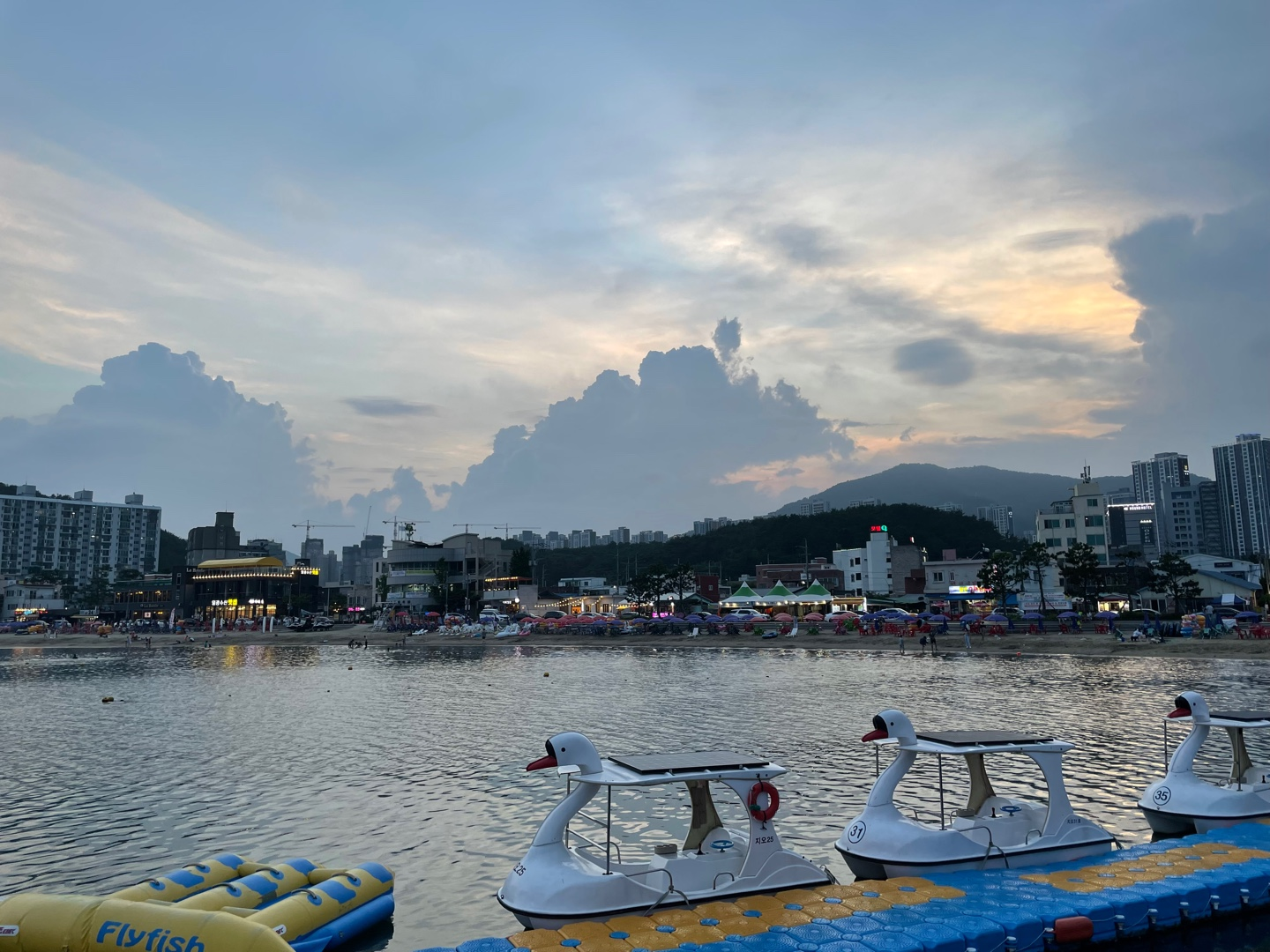
전동 오리배와 파라솔
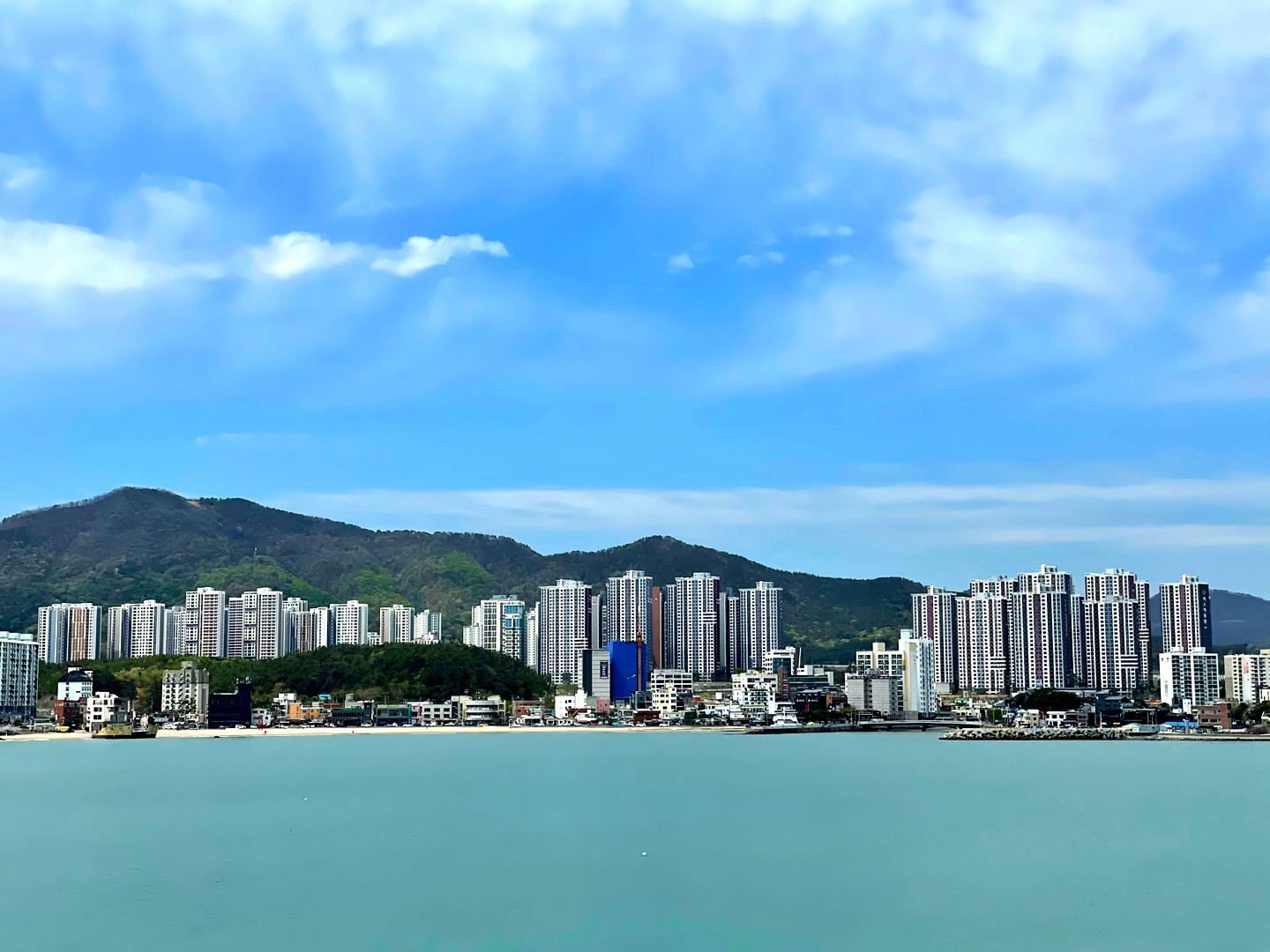
일광신도시 전경

### 축제

#### 갯마을 축제
일광해수욕장은 오영수의 소설 갯마을의 배경이 되었다. 이후 1965년 김수용 감독에 의해 영화화되면서 촬영지로 이용되었고, 이를 기념하기 위해 기장군에서는 매년 8월경 해수욕장 개장 때를 맞추어 일광해수욕장 일대에서 갯마을 축제를 개최한다. 해녀를 주제로 한 전국 유일의 바다 문화 축제로, 기장군의 특색을 담은 다양한 공연 및 체험 프로그램을 운영하고 있다. 갯마을 문화축전, 갯마을 어무이 연극, 뮤지컬 공연과 같은 문화 예술부터 맨손고기잡이, 후릿그물 당기기 체험, 해녀 체험 등 생동감 있는 활동을 참여할 수 있다.

#### 바다미술제
바다미술제는 2011년부터 2년마다 열리는 부산의 해양미술축제이다. 2021년 10월 16일부터 11월 14일까지 일광해수욕장에서 열리는 바다미술제는 인도 출신의 리티카 비스와스 감독을 중심으로 비인간과 인간의 결합체를 주제에 대해 20명 내외의 국내외 작가가 참여하며, 해안가 예술작품 감상과 더불어 다양한 소통·교육프로그램이 마련된다. 일광 바다와 어촌마을, 복잡하게 얽힌 삶, 장어에 주목한 영상설치 작품을 선보인다. 

바다미술제 준비에 한창인 모습
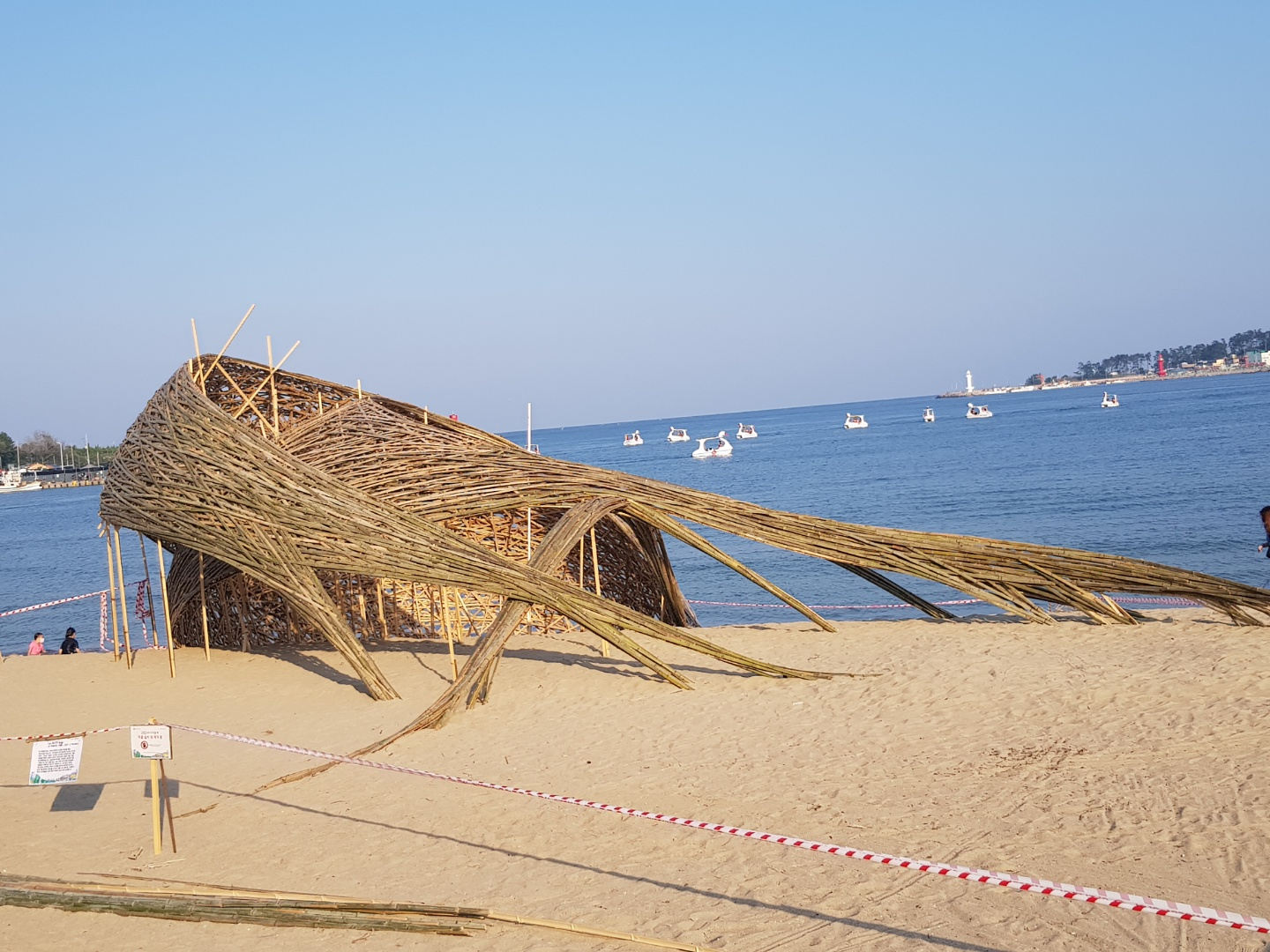
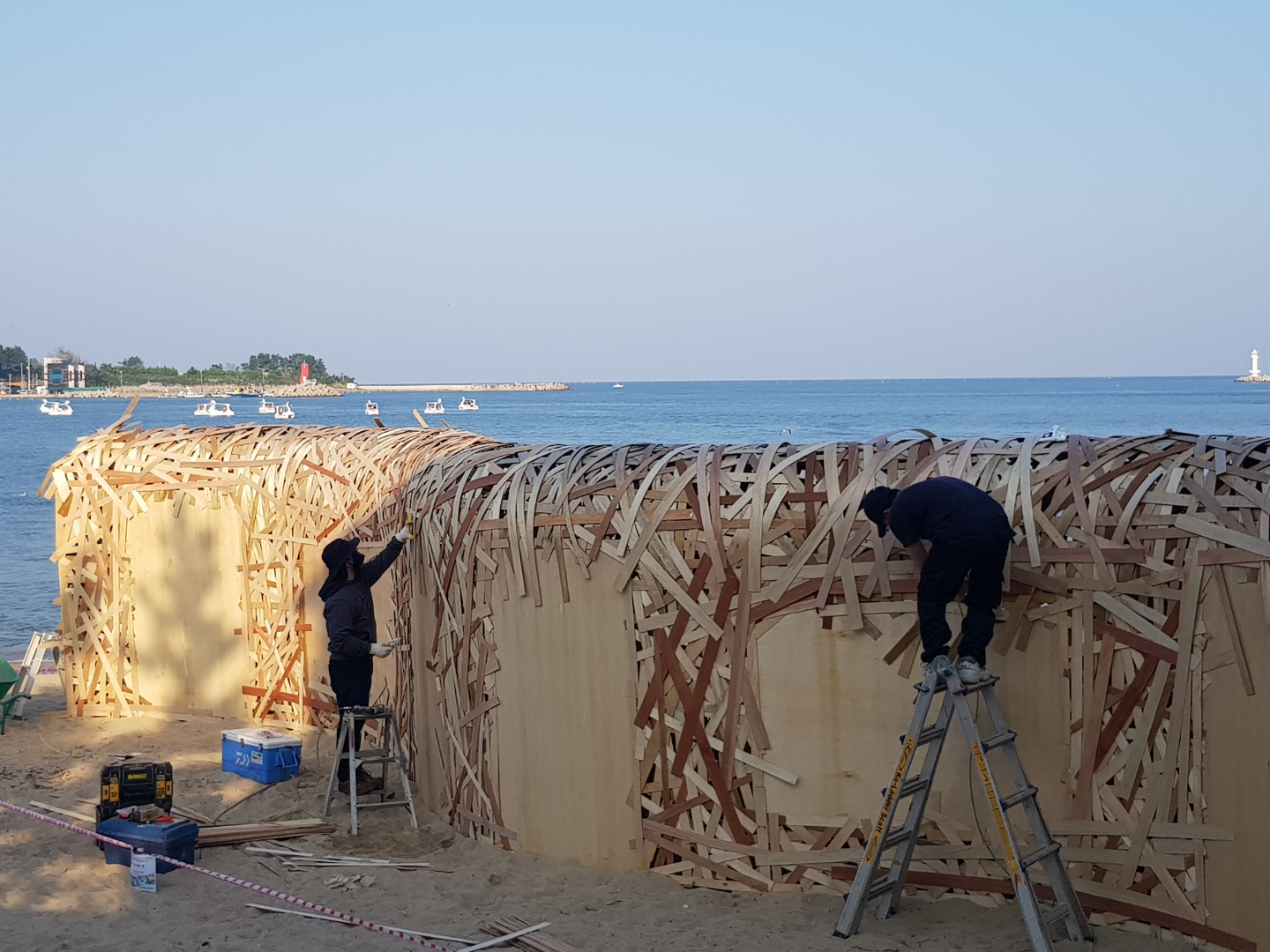
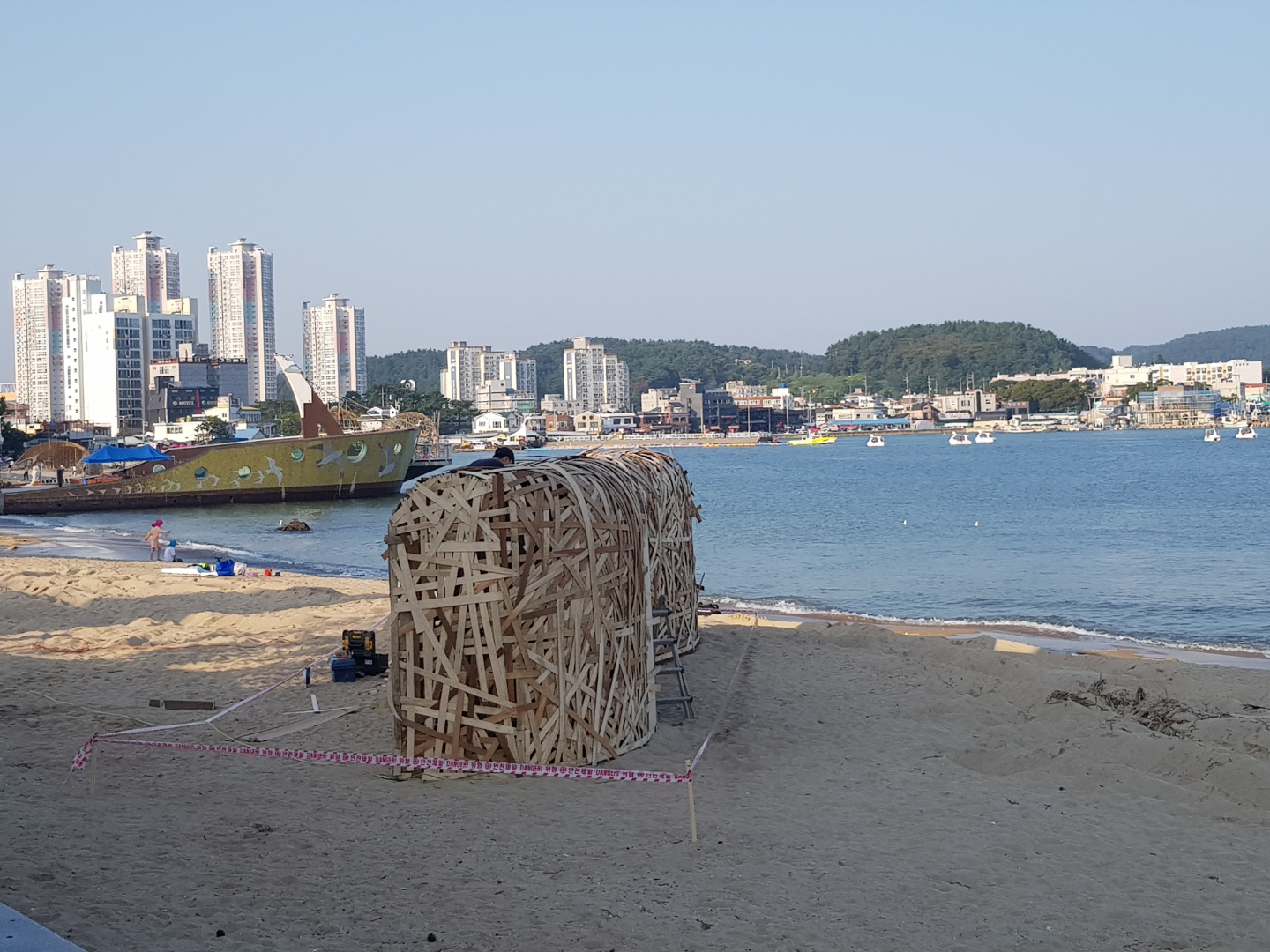
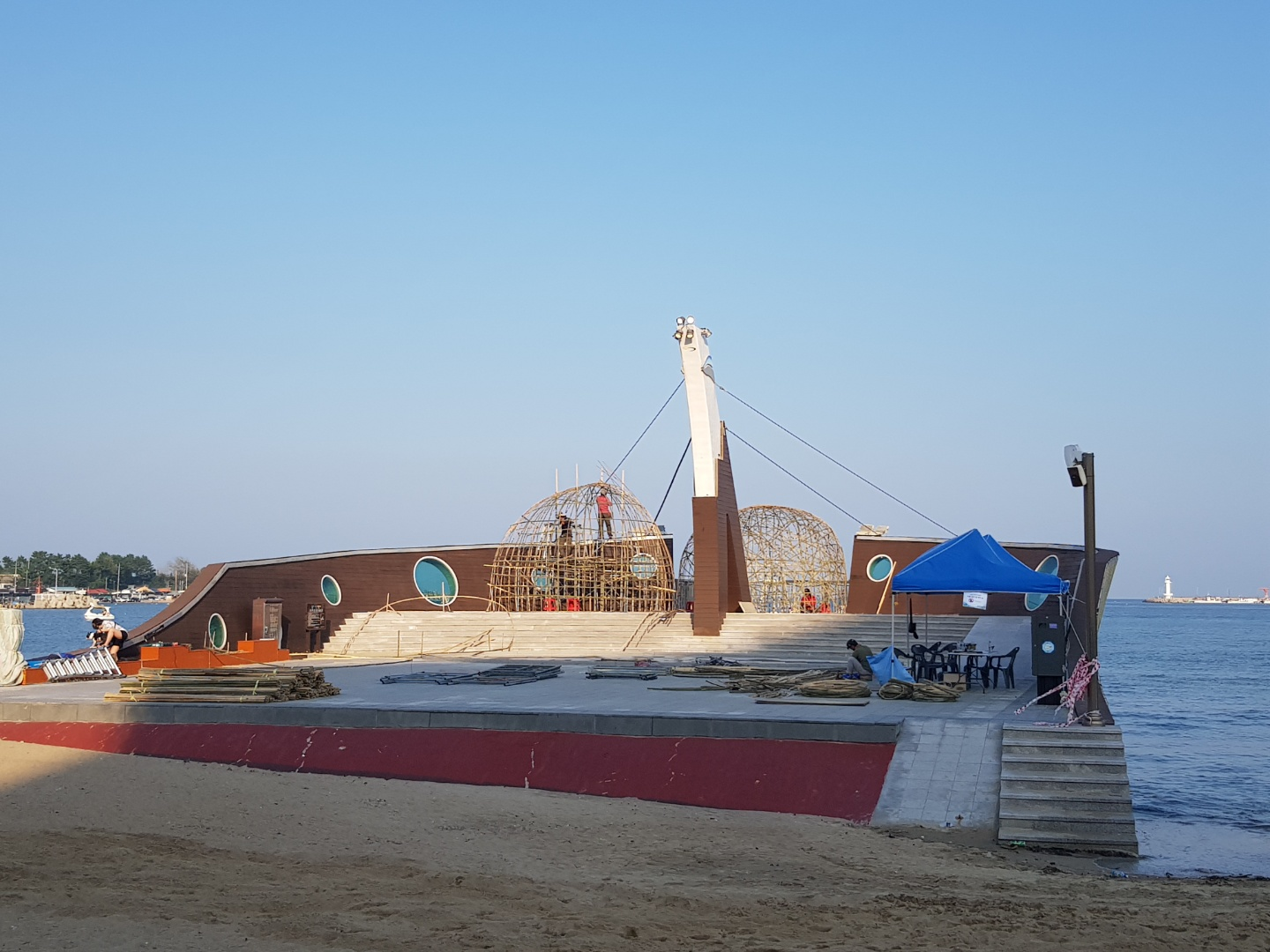

## 대중문화

### 영화
- 1965년 - 갯마을[2]

### 소설
- 1953년 - 갯마을

## 인근 교통 시설
- ● 동해선 광역전철 일광역
- 일광역 (기차역)

## 같이 보기
| - 임랑해수욕장 - 홍연폭포 |

## 참고 문헌
- 손은하, 〈영화 <갯마을>의 상징적 장소와 장소성〉, 《한국디자인포럼》, 제24호, 한국디자인트렌드학회, 2009
- 최정규, 《죽기 전에 꼭 가봐야 할 국내 여행 1001》, 마로니에북스, 2010